# マティニョン
マティニョン（仏: Hôtel de Matignon）は、フランスの首相の公邸である。
パリの7区、ヴァレンヌ通り57番地に位置している。「マティニョン」は、フランスの首相の政府行動を象徴するメトニミーとして頻繁に使用される。
2025年現在の入居者は、2024年12月13日に就任した首相フランソワ・バイルである。

## 歴史

### 17世紀
1649年、ルイ14世は、彼のインヴァリッドホテルの建設計画の一部として、パリの西端であるサンジェルマンデプレと新たに選ばれた建設地とを結ぶ「ヴァレンヌ通り」になった古い「ガレンヌの森への道」を修復することを決定した。それ以降、「ノーブル・フォーブール」は新たな生命を得、ヴェルサイユの近くは、宮廷のみで生活する貴族にとっては抵抗できない魅力となった。

### 18世紀
1717年9月30日、クリスチャン＝ルイ・ド・モンモランシー・リュクサンブール、ティニーのプランス、フランスの元帥は、ヴァレンヌ通り沿いに91リーブルで2869トワーズ（30,000 m2）の土地を購入した。彼は庭園の愛好家で、田園風の公園を作るつもりだった。
1722年、彼はあまり知られていない建築家、ジャン・クルトンヌに、邸宅の概念と建設を依頼した。この事業での成功により、彼は建築アカデミーへの入会を果たし、そこで彼は非常に注目されたTreatise on Perspectives (1725年)を書いた。しかし事業コストがかさみ、ティニーのプランスは売却を余儀なくされた。ジャック・ゴヨン、マティニョンの伯爵が1725年に完成したホテルを、彼の息子、ヴァランティノワ公爵へのプレゼントとして買い与えた。
クルトンヌの設計は非常に独創的であった。広いテラスから立ち上がる主邸は、2階建ての建物で、バラストレードで戴かれており、2つの部屋のスイートから成る。通りからのアクセスは、柱で装飾されたポルティコによって得られる。このアーチウェイは、オフィスと付属建物の2つの低い翼で囲まれた主庭を明らかにする。右側には別の庭、厩舎、キッチンがある。
ファサードは3つの前進によって中断される。右と左のものは階段を収容し、中央のパビリオンはライオンのモチーフで彫刻された壮大なバルコニーを展示する。訪問者の賞賛は、2つの特異な建築的特徴に引きつけられる：入口ホールのセグメント化されたクーポラと、その右側に最初にダイニング用に設計された部屋。庭から見たファサードは、建物全体の長さを走り、主庭と使用人の庭を隠す。
この設計は、邸宅の自然な配置にわずかな不均衡をもたらすが、中央のパビリオンの配置と、所有者の紋章を持つ破損したペディメントによる3つのパネルを尊重している。
その豊かな内装により、マティニョンホテルはパリで最もエレガントで最も頻繁に訪れられる邸宅の一つとなった。木製のパネリングは、ミシェル・ランジェの作品で、彼は既にエヴルーのホテルのグランサロン（今日のエリゼ宮の大使のサロン）を装飾していた。コーニスとスタッコの仕事は、ジャン＝マルタン・ペレティエとジャン・エルパンによるものである。当時、所有者によって許可されたどんな「きちんとした」人でも、彼らの不在中にこれらの素晴らしさを訪れることができた。
1731年、ジャック・ド・マティニョンの妻で、アンソニー=グリマルディの娘は、彼女の父親の後を継いでモナコの公国の頭となった。1734年、彼らの息子、オノレ３世が王位についた。彼は当時の革命的な考えに開かれていたが、1793年9月20日に投獄された。彼が1年後に解放されたとき、彼は破産し、彼の財産は封印されていた。息子は帰ってきたが、1802年に邸宅を売りに出すことを余儀なくされた。

### 19世紀
その邸宅は、アンヌ・エレオノール・フランチによって買われた。プロのダンサーであった彼女は、ヴェネツィアのカーニバルで、カール・オイゲン、ヴュルテンベルク公の目を引いた。公爵は彼女と3人の子供をもうけた。公爵は1793年に亡くなり、ウィーンにいて再びダンサーとなった彼女は、ヨーゼフ2世の愛人となった。皇后マリア・テレジアは彼女を愛しておらず、オーストリアから追放した。東インドに追放された彼女は、スコットランドの銀行家クエンティン・クロフォードと共にフランスに戻った。二人はホテルを再家具化し、それは再びアンシャン・レジームの社会の祝祭の集会場となり、反対派の温床となった。ボーハルネ夫人ジョゼフィーヌの親友であった二人は、離婚後のナポレオンに対する批判をますます公然と行うようになった。
1808年、マティニョンホテルは、19世紀前半の最も知られた人物の一人、タレーラン氏、ベネヴェントのプランス、副大選挙人の手に渡った。彼は週に4回、彼のキッチンで著名なブーシェによって準備された36人のゲストのためのディナーを開いた。彼は狡猾な外交官であり、彼は帝国家族を讃えるために多くの舞踏会を開いた。1811年、ナポレオンはタレーランに、ハンブルク市が新たなフランスのデパルトマン、ブーシュ＝ド＝レルブに組み入れられるのを避けるために彼に支払った400万を返済するよう求めた。その試みが失敗したので、タレーランはその金額を返す必要はないと考えた。彼はホテルを売りに出すことを余儀なくされ、皇帝はそれを128万フランで購入させた...しかし、タレーランはハンブルクを返済しなかった。
1815年、復古王政の開始とともに、ルイ18世はマチノン邸をエリゼ宮と交換した。エリゼ宮は、フィリップ・エガリテの妹であり、ブルボン公の離婚した妻であるルイーズ・マリー・テレーズ・バティルド・ドルレアンが所有していた。彼女は直ちに、フランス革命の犠牲者の魂のために祈る修道女たちの共同体をその場所に設置した。彼女の姪が1822年にその財産を相続し、マチノン邸を賃貸するために修道女たちの共同体をピクプス通りに移した。 1848年の革命後、新共和国の行政部門の長にマチノン邸を提供する計画が立てられた。しかし、ジェネラル・カヴァニャックは1848年12月までそこに住むことを選んだものの、大統領のナポレオン3世はエリゼ宮を好んだ。 その後間もなく、マチノン邸はジェノヴァの貴族であり、モナコの王女の大姪であるマリー・ド・ブリニョール・サールの夫であるガリエラ公、ラファエル・デ・フェラーリに売却された。彼らは当時の大富豪の一人であり、ジェノヴァの半分を所有していたと言われている。クレディ・モビリエの創設者であるラファエルは、19世紀後半の主要な建設プロジェクトの多くを資金提供した：オーストリア、ラテンアメリカ、ポルトガル、フランス（パリ-リヨン-マルセイユ線）の鉄道、フレジュストンネルとスエズ運河の掘削、バロン・ハウスマンによるパリの建築物...。ナポレオン3世の失脚（1870年）から3年後、公爵夫人はパリ伯爵にヴァレンヌ通りの邸宅に住むよう提案した。彼はマチノン邸の一階を占有することになった。1886年5月14日、この場所はその世紀で最も豪華なレセプションの一つの舞台となった：3000人のゲスト、フランスの全貴族、外交団、多数の政治家が、パリ伯爵の娘であるアメリー王女とポルトガル王位継承者カルロスとの結婚を祝うために集まった。その日、大統領はブローニュの森を訪れる突然の欲望を抱いたが、交通渋滞のためにエリゼ宮を出ることができなかったという話が伝えられている。翌日、首都での大規模な王党派の集会に警戒したのか、評議会の議長、シャルル・ド・フレシネは、フランス王位の僭称者を追放する法律を提案した。その法律は翌週に成立した。 ガリエラ公爵夫人は失望し、パリを去り、その邸宅をオーストリア＝ハンガリー皇帝に遺贈した。皇帝はそれをフランスの大使館とした。しかし、第一次世界大戦では両国は敵対し、1919年にマチノン邸は「敵の財産」と宣言されて没収された。1922年11月21日、長期にわたる交渉の後、フランスは再びその所有権を取り戻した。第一次世界大戦中、マチノン邸はフィリップ・フォン・フェラーリの切手コレクション（史上最も価値のある切手コレクション）が預けられた場所でもあった。その所有者であるガリエラ公の息子でオーストリア市民であった彼は1917年にフランスを逃れる必要があった。そのコレクションは戦後、戦争賠償としてフランス政府によって分割・売却された。

## 政府首脳部の居住地
マチノン公園 邸宅を博物館にする計画があり、その土地は分割され、隣接する邸宅は1924年に建築家ジャン・ウォルターによって建てられる予定だった。しかし、ガストン・ドゥメルグはその計画を知り、第三共和政下での政府首脳部の地位である評議会議長（Président du Conseil）の本部にすることを決定した。建築家ポール・ビゴは必要な手続きを踏み、1935年にピエール・エティエンヌ・フランダンが最初の新たな居住者となった。 1936年には、「マチノン協定」がレオン・ブルムと1936年春のストライキの指導者たちとの間で締結され、40時間労働週と有給休暇が導入された。 第二次世界大戦開戦時の首相エドゥアール・ダラディエは、トリオンフの凱旋門近くの自宅を離れず、戦争省で働いた。戦争中、政府はヴィシー市に移ったが、1944年8月21日、パリでレジスタンスの指導者イヴォン・モランダとその仲間が「政府邸宅」、マチノン邸を占拠した。彼らは急いでいたため、セーヌ川右岸に位置するマチノン通りと、左岸に位置するマチノン邸を混同した。 そこで、8月25日にシャルル・ド・ゴール将軍が「共和国暫定評議会」を召集した。その後の評議会の議長たちは彼の例に倣い、彼の1958年の帰還、そして新共和国の成立は、マチノン邸で変わったのは居住者の名前だけで、評議会議長から首相に変わった。

## その他
- ここでいくつかの重要な合意が締結された：
  - マティニョン協定 (1936年)は、フランスの雇用者組合と労働者組合Confédération Générale du Travailとの間で、フロント・ポピュレールの政権獲得を受けて締結された。それらは労働組合の加入と交渉権、40時間労働週、有給労働者の休暇を保証した。
  - 1988年のマティニョン協定は、ニューカレドニアに関して締結された。それらはフランス政府、カナク独立活動家、フランスの入植者との間で、ニューカレドニアの地域自治の強化を求めた。
- マチノン邸の公園は3ヘクタールを占めており、エリゼ宮の庭園の2ヘクタールと比較して、パリで最大の非公開庭園とされている。